# Sárbogárd
Sárbogárd [šárbogárd] (německy Bochart, srbsky Шарбогард, Šarbogard) je město v Maďarsku na jihu župy Fejér. Nachází se asi 30 km jihovýchodně od Székesfehérváru a je správním městem stejnojmenného okresu. V roce 2018 zde žilo 11 937 obyvatel. Podle údajů z roku 2011 zde bylo 82,5 % obyvatel maďarské a 2 % romské národností.

## Název
V názvu Sárbogárd je kořenem slova -bogárd, které vbychází z maďarského jména Bugár. Předpona „Sár-“ odkazuje na řeku Sárvíz. Sárbogárd dostal své jméno pravděpodobně od rodů Bogárů a Tinódiů, kteří byli prvními vlastníky zdejší půdy.

## Historie

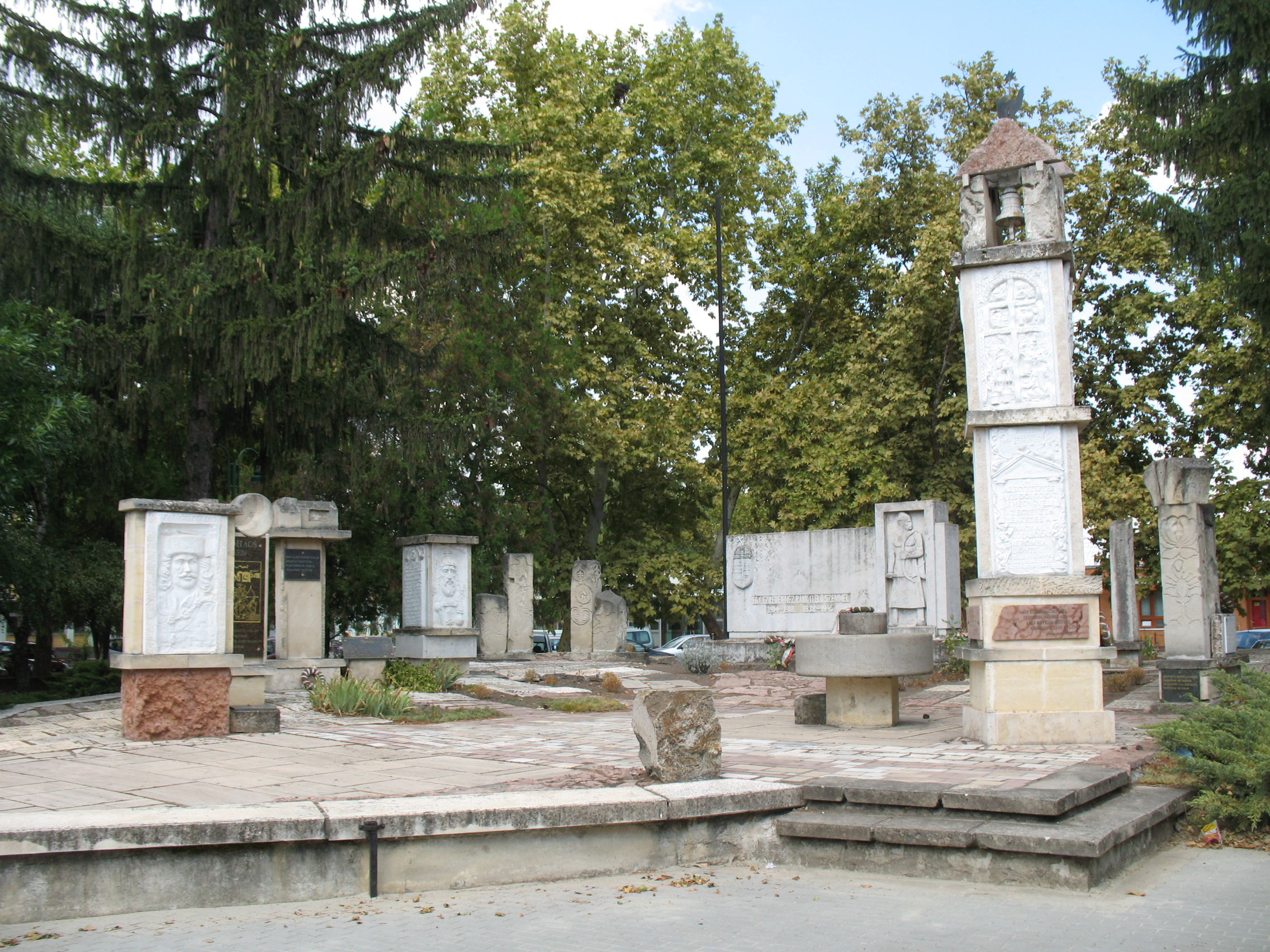
Památník první světové války v Sárbogárdu.

V Sárbogárdu a jeho okolí lze nalézt stopy lidské přítomnosti, které se datují tisíce let zpět, nejstarší z období pozdní doby kamenné Ve čtvrti Sárszentmiklós byla například nalezena skupina římských pozůstatků při archeologickém průzkumu.
Dnešní centrum města Bogárd je poprvé písemně připomínáno v roce 1323, jeho majitelem byl Štěpán Bogárd. Ve 14. století existovala osada Tinód, pojmenovaná podle rodu Tinódů, která se však postupem času spojila s prvním uvedeným. 
Během turecké okupace Uher se místní obyvatelstvo rozutelko a město opustilo. Turecké nájezdy se zde uskutečnily v letech 1526, 1528 a 1541. Osvobození této oblasti od Turků bylo uskutečněno prvními průniky v roce 1684 a poté až trvale o dva roky později. Spontánně byla oblast a město dosídleny v 17. století jak Maďary, tak i jižními Slovany, kteří se později asimilovali do většinového maďarského obyvatelstva. 
V roce 1855 získal Sárbogárd statut města. Reformou samosprávy v Uhersku v roce 1972 nicméně tento statut ztratil a byl pouze velkou obcí. Statut centra okresu obdržel roku 1897. V roce 1882 až 1883 sem byla zavedena železnice, dokonce dvě tratě. Hlavní z nich spojuje Budapešť a Pécs (Pětikostelí). Od roku 1897 tu existuje také odbočka do Székesfehérváru. 
Na konci druhé světové války o město probíhaly mezi prosincem 1944 a březnem 1945 tuhé boje. Město bylo poničeno, poté nakonec obnoveno. Od roku 1986 má Sárbogárd opět statut města. Nacházela se zde kasárna sovětské armády.

## Kultura
V Sárbogárdu existuje městské kulturní centrum a dále Městská knihovna Józsefa Madarásze.

## Sport
V Sárbogárdu má být vybudována házenkářská hala.